# 시트 크릭 패밀리
《시트 크릭 패밀리》(영어: Schitt's Creek)는 2015년부터 2020년까지 방영된 캐나다의 시트콤이다.

## 출연
주연
- 유진 레비
- 캐서린 오하라
- 댄 레비
- 애니 머피
- 크리스 엘리엇
- 제니퍼 로버트슨
- 노아 리드